# Ransom Knowling
Ransom Knowling (* 24. Juni 1912 in New Orleans; † 22. Oktober 1967 in Chicago) war ein US-amerikanischer Blues- und Jazzmusiker (Bass, auch Tuba und Violine).
Knowling spielte in den 1920er und 1930er Jahren in New Orleans bei Sidney Desvigne und John Robichaux, bevor er Ende des Jahrzehnts nach Chicago zog. Dort arbeitete er mit Rhythm-&-Blues- und Bluesmusikern, u. a. mit den Harlem Hamfats, Big Bill Broonzy, Arthur Crudup (That's All Right), Roosevelt Sykes, Washboard Sam, John Davis, Little Brother Montgomery, Sonny Boy Williamson, T-Bone Walker, Muddy Waters und Tommy McClennan. Knowling, der 1967 im Alter von 55 Jahren starb, wirkte von 1937 bis 1955 bei 38 Aufnahmesessions mit.

## Lexikalischer Eintrag
- Colin Larkin (Hrsg.): The Virgin Encyclopedia of the Blues. Virgin Books, London 1998, ISBN 0753502267, S. 215.